# Siraphun Wattanajinda
Siraphun Wattanajinda (ou Siraphan Wattanajinda) (thaï : ศิรพันธ์ วัฒนจินดา), surnommée Noon (ชื่อเล่น : นุ่น), née le 22 mai 1982 à Lampang, est une actrice thaïlandaise.

## Biographie

### Etudes
Siraphun Wattanajinda a étudié à l'Université de Chiang Mai pour obtenir un diplôme d'ingénieur.

### Cinéma, théâtre et télévision
Elle est connue pour ses rôles d'actrice principale dans la comédie romantique Dear Dakanda (2005) et dans Home (2012) ; dans les films d'horreurs The Unseeable réalisé par Wisit Sasanatieng (2006) et Secret Sunday (2009) ; et dans la romance dramatique Where The Miracle Happens (2008).
Elle est aussi actrice secondaire dans la fresque historique King Naresuan de Chatrichalerm Yukol et dans le film d'action Paradox (2017) (où est aussi acteur secondaire Tony Jaa).
Elle joue aussi dans de très nombreuses séries télévisées et au théâtre : par exemple, en 2012, dans la série télévisée d'histoire de fantôme Phee E-Pang diffusée sur Channel 3 ; en 2015, dans Roi Rak Roi Kattagam, d'après le roman policier "5 petits cochons" d'Agatha Christie ; en 2020, dans la série télé The Messenger  etc.

### Vie privée

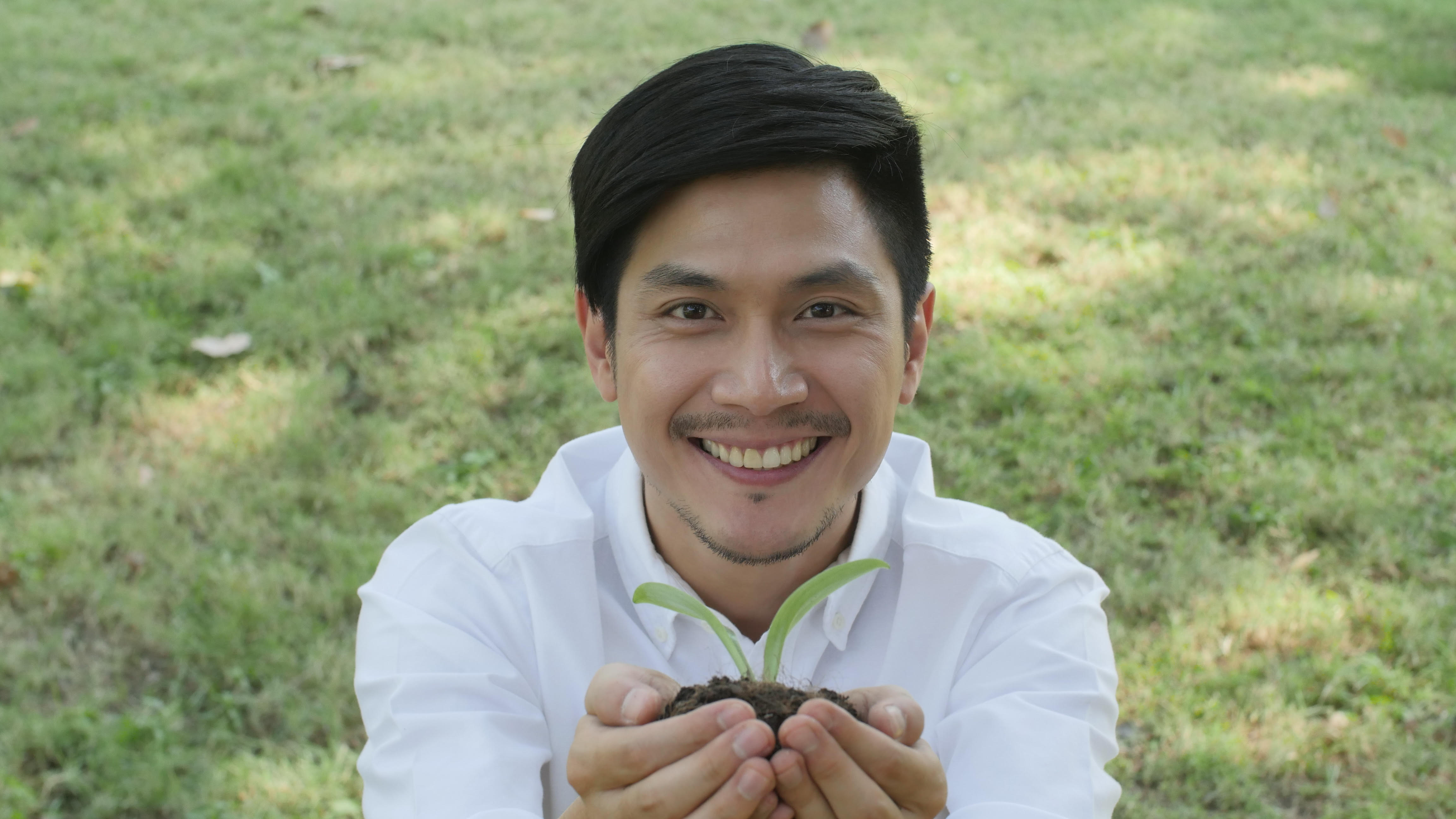
Pipat Apiruktanakorn (Piphat Apiraktanakorn), mari de Siraphun Wattanajinda le 30 août 2017

Depuis 2015, Siraphan Wattanajinda est mariée avec l'éco-designer "Top" Piphat Apiraktanakorn (ท็อป พิพัฒน์ อภิรักษ์ธนากร) (acteur en 2004 dans Bodyguard réalisé par Petchtai Wongkamlao). Ensemble, ils militent pour le commerce écologique et social : cartons d'invitation à leur mariage sur papier recyclé ; concours pour la construction de leur maison "Super Natural"  etc.

## Filmographie
- 2005 : Dear Dakanda (เพื่อนสนิท)
- 2006 : The Unseeable[15],[16]
- 2007 : The Bedside Detective (สายลับจับบ้านเล็ก)
- 2008 : Where The Miracle Happens (หนึ่งใจ..เดียวกัน)
- 2010 : Secret Sunday (9 วัด)
- 2011 : King Naresuan 3 et 4 (ตำนานสมเด็จพระนเรศวรมหาราชภาค 3 et ภาค 4)
- 2012 : Home : Love, Happiness, Remembrance (โฮม ความรัก ความสุข ความทรงจำ / Home Kwamrak Kwamsuk Kwam Songjam)[17]
- 2016 : Luk Tung Signature (ลูกทุ่ง ซิกเนเจอร์)
- 2017 : Paradox (殺破狼・貪狼 / เดือด ซัด ดิบ / Sha Po Lang: Taam Long)